# شيشمان إبراهيم باشا
شيشمان إبراهيم باشا سياسي عثماني شغل منصب والي مصر منذ 1667 حتى 1668.